# Сотириу, Зисис
Зисис Сотириу (греч. Ζήσης Σωτηρίου, Сервиа, Козани (ном) ?-?) — греческий революционер, участник Освободительной войны Греции 1821—1829 гг., восстаний 1853—1854 годов, доброволец в гарибальдийских войнах в Италии 1859, 1860, 1862 годов.

## Биография
Родился по одним данным в одном из сёл западного Олимпа, по другим в близлежащем городке Сервиа, Козани, Западная Македония. Нет достоверных данных о годе его рождения. Данных о его молодости и отъезде в Венгрию мало. Греческая революция 1821 года застала его жителем Пешта. Перед своим отъездом в восставшую Грецию Сотириу надел фустаннелу и верхом отправился на центральную площадь Пешта, где сжёг чучело османа под возгласы греков и венгров. В Освободительной войне отмечено его участие в боевых действиях на полуострове Халкидики, Центральная Македония под командованием Эммануила Паппаса, на полуострове  Пелопоннес и в Средней Греции.
После воссоздания греческого государства, в 1830 году ветеран Сотириу стал сторожем музея Афинского Акрополя. Каждый месяц сторож Сотириу отдавал часть своего скромного заработка в фонд армии. Также каждое 25 марта, отмечаемое как день начала Греческой революции, он на свои деньги печатал и раздавал брошюры. Во время Крымской войны в 1853—1854 годах Сотириу принял участие в экспедиции и восстании против осман в регионе Олимп-Пиерия (см .Греция в годы Крымской войны),.

## Гарибальдиец
При создании в 1859 году Греческого легиона, готовившегося к отправке в Италию, был избран его кассиром. В этой должности 8 июня 1859 года он написал обращение к нации, подписываясь как «эллин Олимпа, Зисис Сотириу». В рядах Легиона вместе с другими греческими добровольцами, такими как Стекулис, Смоленскис,  Николаос , Макрис, Праидис, Александрос, Вафиадис, Анастасиос принял участие в боях на стороне Гарибальди, Джузеппе в войне с австрийцами. Вместе с краснорубашечниками Гарибальди многие греческие добровольцы, и в их числе Сотириу, приняли участие в сицилийском походе и в сражении при Калатафими.
Имея моральную поддержку (переписка) короля Оттона и поддержку греческих добровольцев, Гарибальди вынашивал романтический план высадки на Балканы и совместных действий Греции и гарибальдийцев по взятию Константинополя. Через годы, и после того как эти планы не состоялись Сотириу писал в обращении к Гарибальди:
«Генералу Гарибальди в Капрере. Генерал, Вы наверняка помните 15 августа 1862 в Аспромонте, когда вашим лозунгом был Рим свободный, столица всей Италии или смерть, и когда моим лозунгом был вся Греция свободная, Константинополь столица греков или смерть. Генерал, также как доброволец Сотириу сражался в 1859—1860 за независимость и воссоединение братской Италии, и в 1862 году сражался в Аспромонте за столицу Рим и пробыл в заключении в крепости Мард в Альпах, так и гарибальдийцы, генерал, помогут Зисису Сотириу в освобождении его родины и воссоединении с матерью Грецией, со столицей в Константинополе. Афины 20 марта 1878 года. Доброволец 1859,1860 и 1862 годов, Зисис Сотириу, эллин Олимпа».
Греческий историк Янис Кордатос отмечает антимонархический студенческий митинг в Афинах 25 марта 1861 года в 40-летие Греческой революции, куда студенты пригласили Сотириу, только что вернувшегося из Италии. Здесь же Кордатос отмечает, что Сотириу содержал на свои деньги отряд греческих гарибальдийцев. Достоверных данных о годе смерти Сотириу нет.